# 가와시마 고키
가와시마 고키(일본어: 川島 康暉, 1999년 10월 20일~)는 일본의 축구 선수이다.

## 구단 경력
그는 2022년 J3리그의 SC 사가미하라에 입단했다. 2023년 리그 데뷔했다. 2025년 FC 류큐로 이적했다.